# Шеридан-Истейтс
Шеридан-Истейтс (англ. Sheridan Estates) — невключённая территория в округе Адамс (штат Иллинойс, США). Расположена к югу от Куинси.